# 中华艺术大学宿舍旧址
中华艺术大学学生宿舍是中国上海市的一座历史建筑，位于虹口区多伦路145号。

## 历史
该建筑建于1920年，是三层西式花园住宅，建筑面积550平方米，殖民地外廊式建筑风格，该楼当年曾是左翼中华艺术大学的学生宿舍。1989年成立左联纪念馆。附近的多伦路201弄2号中华艺术大学旧址则是左联成立大会会址地点。2013年10月11日列为虹口区文物保护单位。